# Kiskrajcár
A Kiskrajcár Keleti Márton 1953-ban bemutatott filmvígjátéka, amely az 1954-es cannes-i filmfesztivál hivatalos válogatásában is szerepelt.

## Cselekmény
|  | Alább a cselekmény részletei következnek! |

Garas Juli (Mészáros Ági) elszökik kulák nevelőszüleitől, felszáll a vonatra, és elmegy dolgozni az épülő Dunapentelére, ahol sztahanovista munkások dolgoznak. A szerény, félénk lány hamarosan összebarátkozik munkástársaival. A fiatal élmunkással, Orbán Pistával (Szirtes Ádám) egymásba is szeretnek. Ő becézi a lányt Kiskrajcárnak. A munkások között azonban vannak szabotőrök is, akik hátráltatják a munkát. Felbukkan a városban Juli nevelőszüleinek a fia, Miskei (Kállai Ferenc) is, aki mindent megtesz, hogy keresztbe tegyen a főszereplőknek. Az építkezésen felüti a fejét az anyaghiány és a szervezetlenség, ráadásul elszabadul az óriásdaru is.
|  | Itt a vége a cselekmény részletezésének! |

## Szereplők
- Mészáros Ági (Garas Juli (Kiskrajcár))
- Szirtes Ádám (Orbán Pista)
- Soós Imre (Madaras Jóska)
- Pápai Erzsi (Anna)
- Bessenyei Ferenc (Turi)
- Tompa Sándor (Szöllősi)
- Simon Zsuzsa (Tisza Edit)
- Kiss Manyi (Zámbóné)
- Fónay Márta (Gulyásné)
- Pongrácz Imre (Baksa)
- Kállai Ferenc (Miskei)
- Ajtay Andor (Mikola)
- Sennyei Vera (Rauf Kornélia)
- Bánhidi László (Kubikus)
- Bárdy György (Jumbó)
- Peti Sándor (Zámbó Lajos)
- Szabó Gyula (Munkás)
- Szatmári István (Venyige)
- Makláry János, Molnár Tibor (Kubikusok)
- Avar István, Bitskey Tibor (Madaras Jóska falubelijei)
- Kautzky József (Miskei honfitársa)
- Bartha János (Simics, a Madaras brigád tagja)

További szereplőkAlfonzó, Avar István, Bakos Gyula, Gálcsiki János, Hadics László, Joó László, Kaló Flórián, Palotai István Pártos Erzsi, Rozsos István, Szemethy Endre, Szénási Ernő, Tapolczay Gyula, Ujváry Viktória, Varga Gyula, Váradi Hédi